# Platyplectrus rugosus
Platyplectrus rugosus är en stekelart som först beskrevs av Crawford 1915.  Platyplectrus rugosus ingår i släktet Platyplectrus och familjen finglanssteklar. Inga underarter finns listade i Catalogue of Life.